# Marko Biskupović
Marko Andrés Biskupović Venturino, né le 30 juin 1989 à Santiago, est un footballeur international chilien qui occupe actuellement le poste de défenseur au Kalmar FF, dans le championnat de Suède.

## Biographie
Avec l'Universidad Católica, il participe à la Copa Libertadores et à la Copa Sudamericana.

## Palmarès
- Universidad Católica
  - Copa Chile : 2011